# Стольное

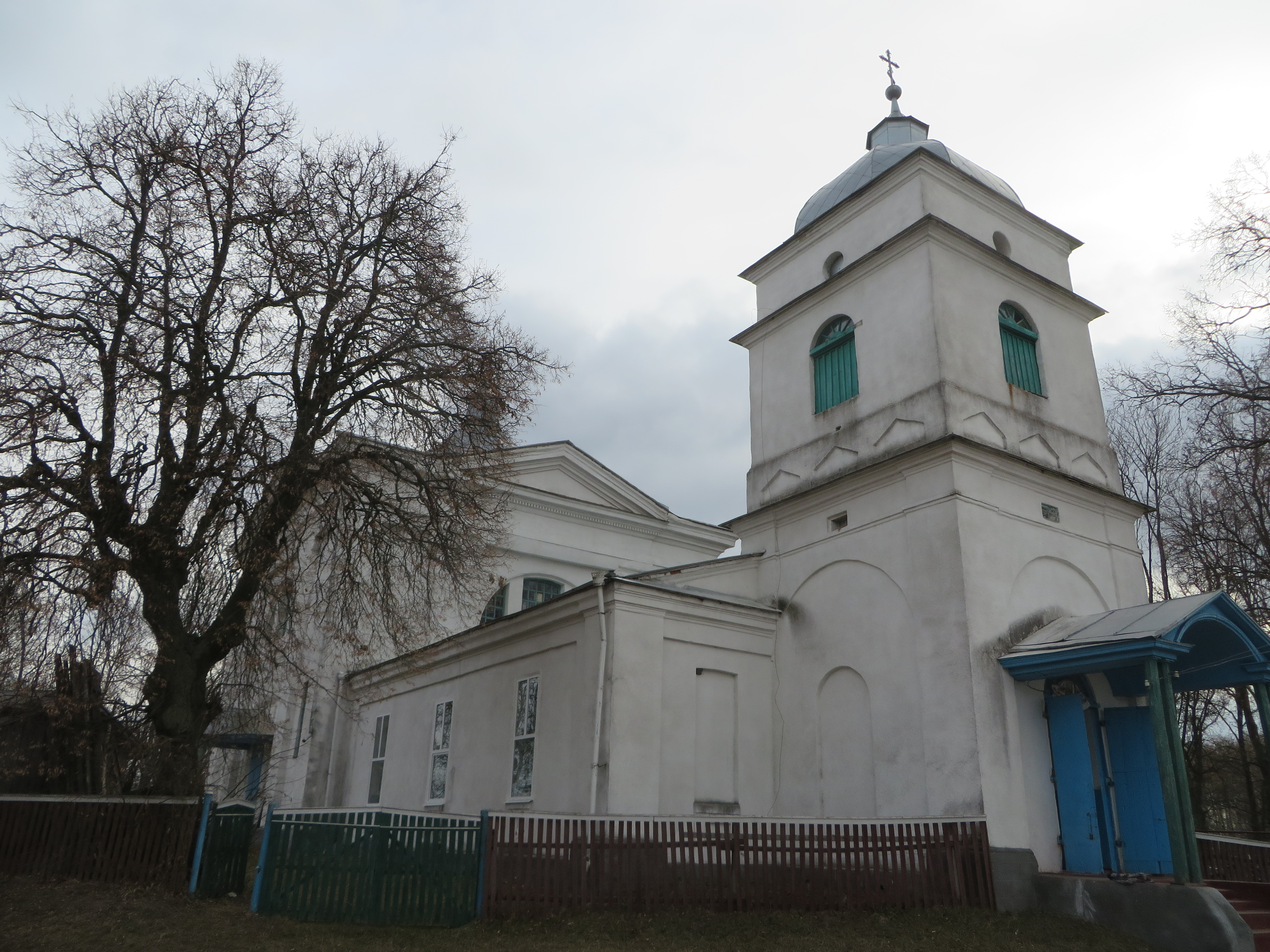
Андреевская церковь

Сто́льное (укр. Стольне) — село в Корюковском районе Черниговской области Украины. Село расположено на обоих берегах реки Стоит на реке Думница — притока Десны.
Население 1406 человек. Занимает площадь 4,71 км².
В XVIII веке усадьба Стольное принадлежала Андрею Яковлевичу Безбородко, который по петербургскому проекту возвёл здесь один из лучших памятников усадебного классицизма. Из усадебных построек сохранилась только Андреевская церковь (1782).

## Власть
Орган местного самоуправления — Стольненский сельский совет. Почтовый адрес: 15661, Черниговская обл., Менский р-н, с. Стольное, ул. Мира, 10.